# Суук-Коба
Суу́к-Коба́ (укр. Суук-Коба, крымскотат. Suvuq Qoba, Сувукъ Къоба; в переводе с крымскотатарского дословно — «холодная пещера») — сталактитовая пещера на нижнем плато Чатыр-Дага, полость в виде тоннеля длиной 210 м.
Находится в 2 км к юго-востоку от горы Бельбек-Отар. Имеет наклонный вход, 7 залов до 20 метров высотой. В 1879 году К. С. Мережковским в пещере были открыты следы палеолитической стоянки (12 — 8 тыс. до н. э.). Они исследовались в 1879—1880 годах первооткрывателем, а в 1930 году О. Н. Бадером. В 1893 году в пещере проведён первый в Крыму анализ карстовых вод.